# Răzvan Trif
Răzvan Trif (n. 9 octombrie 1997, Jidvei, România) este un fotbalist român liber de contract, care joacă pe post de fundaș.

## Cariera
În anul 2010 acesta și-a început junioratul la Gaz Metan Mediaș, urmând să debuteze cu gol la echipa mare în anul 2017 în meciul împotriva echipei Concordia Chiajna. În 1 septembrie 2017, acesta a fost împrumutat pe o perioadă de un an la Luceafărul Oradea. A revenit la Mediaș în sezonul 2018-2019. În iarna anului 2022, Gaz Metan Mediaș se afla în insolventa urmând sa intre în faliment. Răzvan Trif a ajuns la o înțelegere cu clubul mediesan și a semnat cu CS Mioveni. În iarna anului 2023, acesta a semnat cu FC Universitatea Cluj până la finalul sezonului 2022-2023.
În iunie 2025, Trif s-a alăturat clubului Oțelul Galați, cu un contract pe un an, cu opțiunea de prelungire pentru încă un sezon. Însă după doar patru meciuri, și-a reziliat înțelegerea cu echipa gălățeană.